# Đồng Quốc Bình
Đồng Quốc Bình (1945-1964) là anh hùng, liệt sĩ, chiến sĩ Hải quân Nhân dân Việt Nam hy sinh trong trận đánh trả Chiến dịch Mũi Tên Xuyên, trận không kích do Hải quân Mỹ tiến hành để trả đũa Sự kiện Vịnh Bắc Bộ. Tên ông được đặt cho một phường thuộc quận Ngô Quyền, thành phố Hải Phònglà phường Đồng Quốc Bình.
Đồng Quốc Bình sinh năm 1945, quê quán xã Đại Hợp, huyện Kiến Thụy, thành phố Hải Phòng. Năm 1963, ông nhập ngũ vào đơn vị Tàu 122, Trung đoàn 171 (nay là Lữ đoàn 171, Vùng 2 Hải quân), thuộc Khu Tuần phòng 1.
Sau khi dựng lên “Sự kiện Vịnh Bắc Bộ”, ngày 5/8/1964, quân đội Mỹ bất ngờ đưa tàu chiến và máy bay mở cuộc tấn công đánh phá hầu hết các căn cứ Hải quân của Việt Nam trên suốt dải ven biển miền Bắc Việt Nam. Bãi Cháy (Quảng Ninh) là căn cứ hải quân được coi là mục tiêu quan trọng nhất quân đội Mỹ tập trung đánh phá.
Năm đó (1964), binh nhất Đồng Quốc Bình mới 19 tuổi. Sáng ngày 5/8/1964, ông đã được cấp giấy nghỉ phép để về quê, nhưng vừa rời doanh trại thì máy bay Mỹ đã gầm rú điên cuồng, ông lập tức trở lại đơn vị cùng đồng đội lên tàu chiến đấu.
Lúc 14 giờ 40 phút, ngày 5/8/1964, hàng chục máy bay phản lực của địch chia thành nhiều tốp lao xuống đánh vào khu vực tàu ta đang neo đậu ở Cửa Lục, làm một số tàu và lực lượng pháo cao xạ của ta bị thiệt hại nặng. Trong trận chiến đấu này, Binh nhất Đồng Quốc Bình làm nhiệm vụ chuyển đạn lên mâm pháo và sẵn sàng nhiệm vụ khác thay thế khi khẩu đội có người hy sinh.
Đợt oanh tạc lần thứ nhất, ông bị thương ở chân. Đợt oanh tạc thứ hai, ông bị thương nặng vào bụng, nhưng vẫn nén nỗi đau, không hề kêu la, một tay ôm bụng để giữ ruột khỏi tuột ra, còn một tay vẫn cố sức đỡ từng băng đạn cho đồng đội. Sau đó, một loạt đạn nữa của không quân Mỹ bắn trúng hòm đạn trên tàu bốc cháy, làm cho nhiều người lính bị thương vong, ông cũng bị thương nặng hơn. Mặc dù vậy, ông vẫn cố nhoài người, dùng sinh lực còn lại đẩy băng đạn ra xa khỏi đám cháy, để tránh thương vong thêm cho những người lính khác. Ông được đưa ra mạn phải tàu băng bó. Sơ cứu xong, ông tiếp tục nhoài người tiếp đạn cho đồng đội bắn máy bay Mỹ. Mặc dù bị thương nặng và nguy kịch, ông đã chiến đấu đến hơi thở cuối cùng cùng đồng đội.